# 李綦隆
李綦隆（？—？），字嶽生，號介菴，江西南昌府南昌縣赤城里人。

## 生平
万历三十七年（1609年）己酉科江西乡试举人，天啓五年（1625年）乙丑科進士，改庶吉士，授翰林院检讨，历官湖广参政。

## 家族
女李孝女，七岁能识字，偶读观音大士传，遂持长斋誓不字。母亡哀毁，值母诞辰，一恸几絶，是夕趺坐诵佛而逝，御史叶成章以事闻，特旌。